# Аидомађоре
Аидомађоре (итал. Aidomaggiore) је насеље у Италији у округу Ористано, региону Сардинија.
Према процени из 2011. у насељу је живело 464 становника. Насеље се налази на надморској висини од 249 м.

## Становништво
Према резултатима пописа становништва 2011. у општини је живело 472 становника.
| 1931. | 1936. | 1951. | 1961. | 1971. | 1981. | 1991. | 2001. | 2011. |
| ----- | ----- | ----- | ----- | ----- | ----- | ----- | ----- | ----- |
| 950   | 966   | 1.002 | 910   | 734   | 668   | 617   | 542   | 472   |